# Zabłudów (công xã)
Gmina Zabłudów là một vùng đô thị-nông thôn (quận hành chính) ở quận Białystok, Podlaskie Voivodeship, ở phía đông bắc Ba Lan. Khu hành chính của nó là thị trấn Zabłudów, nằm khoảng 16 kilômét (10 mi) về phía đông nam của thủ đô khu vực Białystok.
Gmina có diện tích 339,76 kilômét vuông (131,2 dặm vuông Anh), và tính đến năm 2006, tổng dân số của nó là 8.451 (trong đó dân số của Zabłudów lên tới 2.400, và dân số của vùng nông thôn của Gmina là 6.051).

## Làng
Ngoài thị trấn  Zabłudów, Gmina Zabłudów chứa các làng và các khu định cư của Aleksicze, Bobrowa, Ciełuszki, Dawidowicze, Dobrzyniówka, Dojlidy-Kolonia, Folwarki Nam, Folwarki Tylwickie, Folwarki Wielkie, Gnieciuki, Halickie, Kamionka, Kaniuki, Kołpaki, Kowalowce, Koźliki, Krynickie, Kucharówka, Kudrycze, Kuriany, Laszki, Łubniki, Łukiany, Małynka, Miniewicze, Nowosady, Ochremowicze, Olszanka, Ostrówki, Pasynki, Pawły, Płoskie, Protasy, Rafałówka, Ryboły, Rzepniki, Sieśki, Skrybicze, Solniki, Tatarowce, Zabłudów-Kolonia, Zacisze, Zagórki, Zagruszany, Zajezierce, zuki, Zwierki và Żywkowo.

## Gmina láng giềng
Gmina Zabłudów giáp với thành phố Białystok và Gmina của Bielsk Podlaski, Gródek, Juchnowiec Kościelny, Michałowo, Narew và Supraśl.